# Aircall
Aircall är en butikskedja inom telekommunikation.

## Historik
Butikskedjan bildades 1 februari 2004 av de tre största oberoende återförsäljarna av telekommunikationsutrustningar, Prelek Telekommunikation AB i Stockholm, STC Mobilelektronik AB i Göteborg och Adapt Telekommunikation AB i Uppsala. År 2006 hade Aircall 32 butiker över hela Sverige. Efter 19 oktober 2006, då en företagsrekonstruktion skedde, blev MTU Gruppen A/S ny majoritetsägare i Aircall AB. I december 2007 hade Aircall 51 butiker.
23 april 2009 gick företaget i konkurs och drevs då vidare av konkursförvaltaren i hopp om att hitta köpare till verksamheten eller delar av den. Detta misslyckades dock och 22 maj 2009 stängdes 17 av butikerna. En vecka senare stängdes ytterligare ett tiotal butiker. 1 juni 2009 stängdes resterande butiker förutom två – Kista i Stockholm och Nordstan i Göteborg. Air Call fick 19 juni 2009 en ny ägare – Dialect AB. Huvudkontoret är beläget i Malmö.
Konsumentprogrammet Plus i SVT gjorde i april 2010 ett inslag om Air Call då en konsument känt sig vilseledd av företaget. Kunden hade ingått avtal över telefon och fått hem en produkt som inte levde upp till hans förväntningar. Trots lagstadgad ångerrätt vägrade Air Call att häva köpet.